# Hans Julius Zassenhaus
Hans Julius Zassenhaus (1912-1991) est un mathématicien allemand. Il est célèbre pour ses travaux en algèbre générale et pour être un pionnier des systèmes de calcul formels.
Il a été étudiant puis assistant d’Emil Artin. Il a reçu le prix Jeffery-Williams en 1974. Il a également travaillé avec Jiří Patera et Robert Moody.
Son nombre d'Erdős est 2.

### Crédit d'auteurs
1. ↑  zum Beispiel Moody, Patera Fast recursion formula for weight multiplicities, Bulletin AMS, 7, 1982, 237–242, Online, und das Tabellenwerk Moody, Bremner, Jiri Patera: Tables of weight space multiplicities, Marcel Dekker 1983